# Васильев, Сергей Викторович (хоккеист)
Серге́й Ви́кторович Васи́льев (род. 27 июля 1973, Новосибирск) — полузащитник; мастер спорта России по хоккею с мячом.

## Биография
Рост 178 см, 84 кг. Воспитанник новосибирской «Зари», первые тренеры В. Г. Турлаков и В. И. Войтович. В «Сибсельмаше» (Новосибирск) — 1989—2000, в «Кузбассе» (Кемерово) — 2000—2004, в «Байкал-Энергии» (Иркутск) — 2004—2006. В высшей лиге чемпионатов СССР и России 393 матча, 71 мяч («Сибсельмаш» — 241, 30; «Кузбасс» — 101, 27; «Байкал-Энергия» — 51, 14). В розыгрышах Кубка России 113 матчей, 17 мячей («Сибсельмаш» — 55, 3; «Кузбасс» — 46, 10; «Байкал-Энергия» — 12, 4). Чемпион России (1995). Четырежды серебряный (1994, 1996, 1997, 2004) и трижды бронзовый (2001, 2002, 2003) призёр чемпионатов России. Двукратный обладатель (2001, 2003), трижды финалист (1994, 1996, 2005 — осень) и дважды бронзовый призёр (2004, 2005 — весна) Кубка России. Финалист Кубка Европейских чемпионов (1995). Серебряный призёр чемпионата мира среди юниоров (1992). В списке «22-х лучших» — 2001.
Отличался высокими техническими и скоростными качествами, точным пасом. Хорошо видел поле, являлся стержневым игроком центра полузащиты, обладал неординарным игровым мышлением. Карьеру хоккеиста завершил в 2006 году.

## Статистика выступлений в высшей лиге чемпионатов страны
| Сезон | Клуб                         | Игры | Мячи | Пасы |
| ----- | ---------------------------- | ---- | ---- | ---- |
| 1991  | «Сибсельмаш» (Новосибирск)   | 23   | -    | -    |
| 1992  | «Сибсельмаш» (Новосибирск)   | 28   | 1    | -    |
| 1993  | «Сибсельмаш» (Новосибирск)   | 25   | 3    | -    |
| 1994  | «Сибсельмаш» (Новосибирск)   | 28   | 1    | -    |
| 1995  | «Сибсельмаш» (Новосибирск)   | 26   | 2    | -    |
| 1996  | «Сибсельмаш» (Новосибирск)   | 26   | 3    | -    |
| 1997  | «Сибсельмаш» (Новосибирск)   | 27   | 5    | -    |
| 1998  | «Сибсельмаш» (Новосибирск)   | 29   | 7    | -    |
| 1999  | «Сибсельмаш» (Новосибирск)   | 11   | 1    | -    |
| 2000  | «Сибсельмаш» (Новосибирск)   | 18   | 7    | 8    |
| 2000  | «Кузбасс» (Кемерово)         | 8    | 3    | 2    |
| 2001  | «Кузбасс» (Кемерово)         | 28   | 10   | 24   |
| 2002  | «Кузбасс» (Кемерово)         | 11   | 1    | 6    |
| 2003  | «Кузбасс» (Кемерово)         | 28   | 7    | 30   |
| 2004  | «Кузбасс» (Кемерово)         | 26   | 6    | 8    |
| 2005  | «Сибскана-Энергия» (Иркутск) | 25   | 11   | 9    |
| 2006  | «Сибскана-Энергия» (Иркутск) | 26   | 3    | 5    |
|       | Всего                        | 393  | 71   | 92   |

Примечание: Статистика голевых передач ведется с сезона-2000.

## Статистика выступлений в розыгрышах Кубка страны
| Сезон | Клуб                         | Игры | Мячи | Пасы |
| ----- | ---------------------------- | ---- | ---- | ---- |
| 1991  | «Сибсельмаш» (Новосибирск)   | 4    | -    | -    |
| 1992  | «Сибсельмаш» (Новосибирск)   | 5    | -    | -    |
| 1993  | «Сибсельмаш» (Новосибирск)   | 12   | 1    | -    |
| 1994  | «Сибсельмаш» (Новосибирск)   | 11   | 1    | -    |
| 1995  | «Сибсельмаш» (Новосибирск)   | 5    | -    | -    |
| 1996  | «Сибсельмаш» (Новосибирск)   | 5    | -    | -    |
| 1997  | «Сибсельмаш» (Новосибирск)   | 3    | -    | -    |
| 1998  | «Сибсельмаш» (Новосибирск)   | 10   | 1    | -    |
| 2001  | «Кузбасс» (Кемерово)         | 11   | 2    | 15   |
| 2002  | «Кузбасс» (Кемерово)         | 13   | 5    | 3    |
| 2003  | «Кузбасс» (Кемерово)         | 13   | 2    | 17   |
| 2004  | «Кузбасс» (Кемерово)         | 9    | 1    | 5    |
| 2005  | «Сибскана-Энергия» (Иркутск) | 2    | 1    | 4    |
| 2006  | «Сибскана-Энергия» (Иркутск) | 10   | 3    | 2    |
|       | Всего                        | 113  | 17   | 46   |